# Schinschar
Schinschar (arabisch شنشار Schinschār, DMG Šinšār) ist ein Ort im Gouvernement Homs in Syrien.
Schinschar liegt bei Kilometer 10 auf der Straße von Homs nach al-Qutaifa (القطيفة) im Süden vor der Abzweigung nach el-Kusseir. Seine Bewohner sind überwiegend Sunniten, die nach eigenen Angaben der Sunna folgen.